# Videos 1995–2012
Videos 1995—2012 — четвёртый DVD и первый Blu-ray диск группы Rammstein, релиз которого состоялся 14 декабря 2012 года. В данный сборник вошли все клипы группы, ролики о их создании, а также 2 неизданных ранее видео на песню «Mein Herz Brennt». За историю группы — это первый диск Blu-ray формата. Сборник доступен в двух вариантах: DVD и Blu-ray издания.

## Содержание
Видеосборник включает в себя:
- 3 DVD/2 Blu Ray (продолжительностью 455 мин.);
- 56-страничный буклет;
- 25 видеоклипов;
- 24 видео «Making Of».

### Blu-ray диск
Blu-ray 1
1. Du riechst so gut
2. Making of «Du riechst so gut»
3. Seemann
4. Making of «Seemann»
5. Rammstein
6. Making of «Rammstein»
7. Engel
8. Making of «Engel»
9. Du hast
10. Making of «Du hast»
11. Du riechst so gut ‘98
12. Making of «Du riechst so gut ‘98»
13. Stripped
14. Making of «Stripped»
15. Sonne
16. Making of «Sonne»
17. Links 2 3 4
18. Making of «Links 2 3 4»
19. Ich will
20. Making of «Ich will»
21. Mutter
22. Making of «Mutter»
23. Feuer frei!
24. Making of «Feuer frei!»
25. Mein Teil
26. Making of «Mein Teil»

Blu-ray 2
1. Amerika
2. Making of «Amerika»
3. Ohne dich
4. Making of «Ohne dich»
5. Keine Lust
6. Making of «Keine Lust»
7. Benzin
8. Making of «Benzin»
9. Rosenrot
10. Making of «Rosenrot»
11. Mann gegen Mann
12. Making of «Mann gegen Mann»
13. Pussy
14. Making of «Pussy»
15. Ich tu dir weh
16. Making of «Ich tu dir weh»
17. Haifisch
18. Making of «Haifisch»
19. Mein Land
20. Making of «Mein Land»
21. Mein Herz brennt — Piano Version
22. Mein Herz brennt
23. Making of «Mein Herz brennt»

### DVD диск
DVD1
1. Du riechst so gut
2. Making of «Du riechst so gut»
3. Seemann
4. Making of «Seemann»
5. Rammstein
6. Making of «Rammstein»
7. Engel
8. Making of «Engel»
9. Du hast
10. Making of «Du hast»
11. Du riechst so gut ‘98
12. Making of «Du riechst so gut ‘98»
13. Stripped
14. Making of «Stripped»
15. Sonne
16. Making of «Sonne»
17. Links 2 3 4
18. Making of «Links 2 3 4»

DVD2
1. Ich will
2. Making of «Ich will»
3. Mutter
4. Making of «Mutter»
5. Feuer frei!
6. Making of «Feuer frei!»
7. Mein Teil
8. Making of «Mein Teil»
9. Amerika
10. Making of «Amerika»
11. Ohne dich
12. Making of «Ohne dich»
13. Keine Lust
14. Making of «Keine Lust»
15. Benzin
16. Making of «Benzin»

DVD3
1. Rosenrot
2. Making of «Rosenrot»
3. Mann gegen Mann
4. Making of «Mann gegen Mann»
5. Pussy
6. Making of «Pussy»
7. Ich tu dir weh
8. Making of «Ich tu dir weh»
9. Haifisch
10. Making of «Haifisch»
11. Mein Land
12. Making of «Mein Land»
13. Mein Herz brennt — Piano Version
14. Mein Herz brennt
15. Making of «Mein Herz brennt»

## Даты выхода
- 14 декабря 2012: Австрия, Бельгия, Хорватия, Чехия, Финляндия, Германия, Нидерланды, Польша, Россия, Словакия, Словения, Швеция, Швейцария, Украина
- 17 декабря 2012: Болгария, Дания, Франция, Греция, Венгрия, Норвегия, Португалия, Великобритания
- 18 декабря 2012: Италия, Испания
- 15 января 2013: Канада, США
- 21 января 2013: Мексика
- 25 января 2013: Австралия, Новая Зеландия
- 30 января 2013: Япония

## Над альбомом работали
- Тилль Линдеманн — вокал
- Рихард Круспе — соло-гитара, бэк-вокал
- Пауль Ландерс — ритм-гитара, бэк-вокал
- Оливер Ридель — бас-гитара
- Кристоф Шнайдер — ударные
- Кристиан Лоренц — клавишные